# Kopenhagen-Tempel

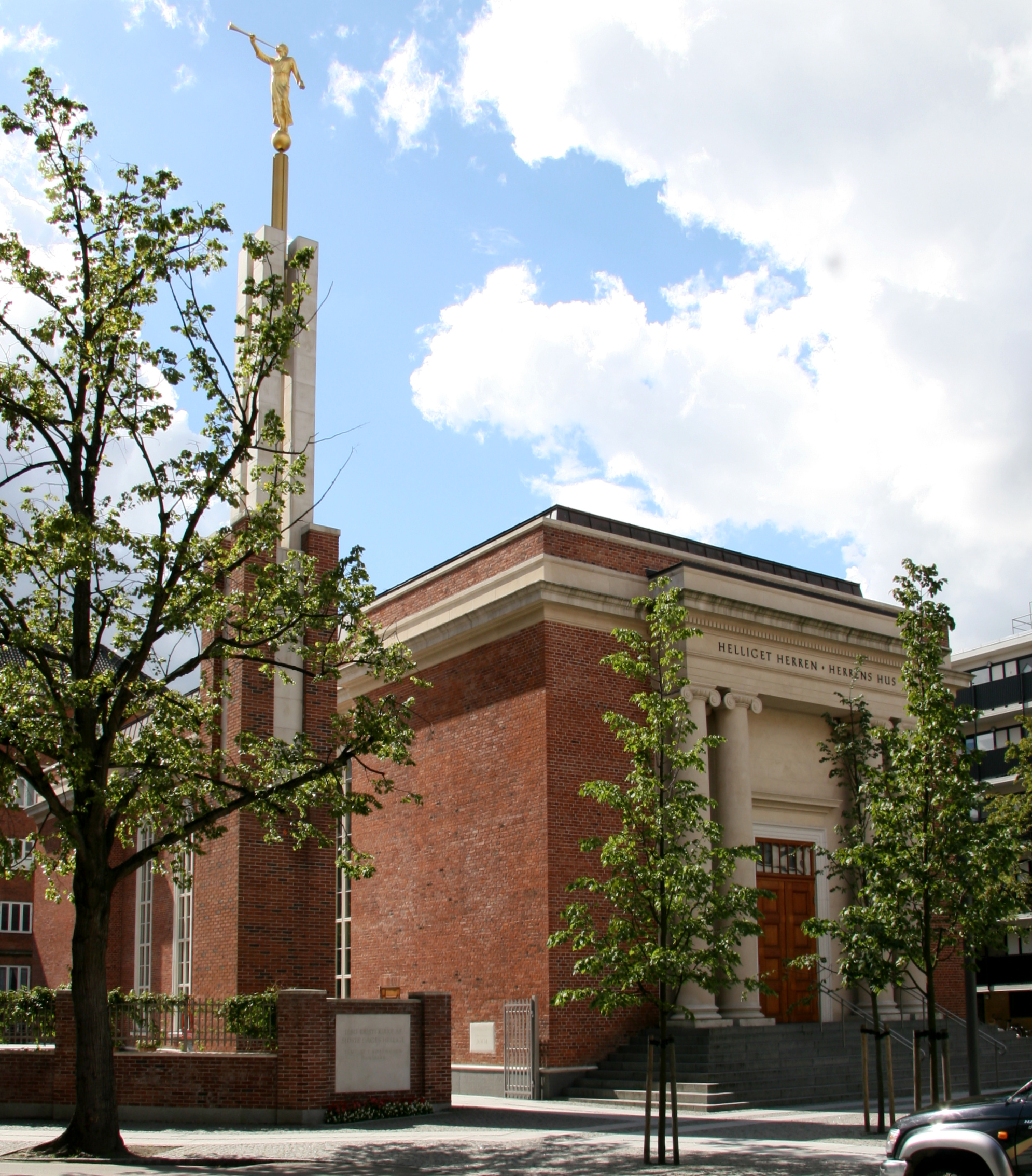
Ansicht (2006)

Der Kopenhagen-Tempel, gelegen in Frederiksberg im Großraum Kopenhagen, ist der einzige Tempel der Kirche Jesu Christi der Heiligen der Letzten Tage in Dänemark. Er wurde im Mai 2004 fertiggestellt und ist der 118. in Betrieb befindliche Tempel der Kirche.
Der Tempel ist ein Novum in Europa, da er durch den Umbau eines bestehenden Kirchengebäudes entstanden ist. Außerdem ist das Taufbecken nicht wie bei allen anderen Tempeln unter dem Gebäude gelegen, sondern seitlich davon, so dass sich darüber ein Oberlicht befindet, das Tageslicht hereinlässt.
Der Tempel wird von Mitgliedern aus Dänemark und aus Südschweden besucht.